# Jonagold

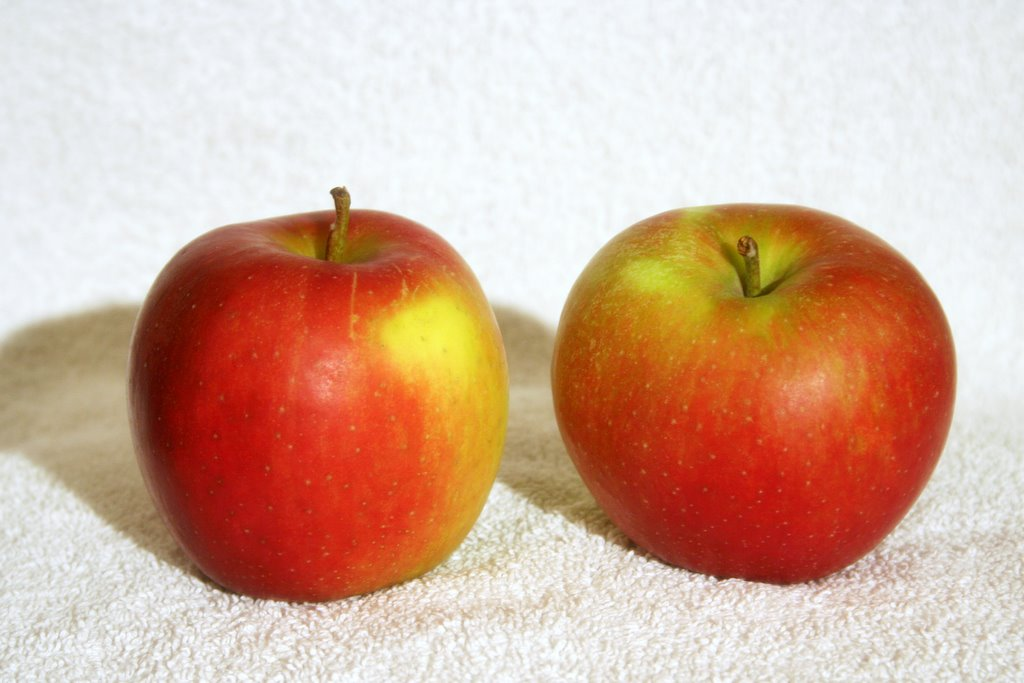
Jonagold

Jonagold (Malus domestica 'Jonagold') je ovocný strom, kultivar druhu jabloň domácí z čeledi růžovitých. Plody jsou řazeny mezi odrůdy zimních jablek, sklízí se začátkem října, dozrává v prosinci, skladovatelné jsou do března.

## Historie

### Původ
Odrůda byla vyšlechtěna v USA v Genevě, v roce 1943 v New York State Agricultural Experiment Station. Vznikla zkřížením odrůd 'Golden Delicious' a 'Jonathan'.

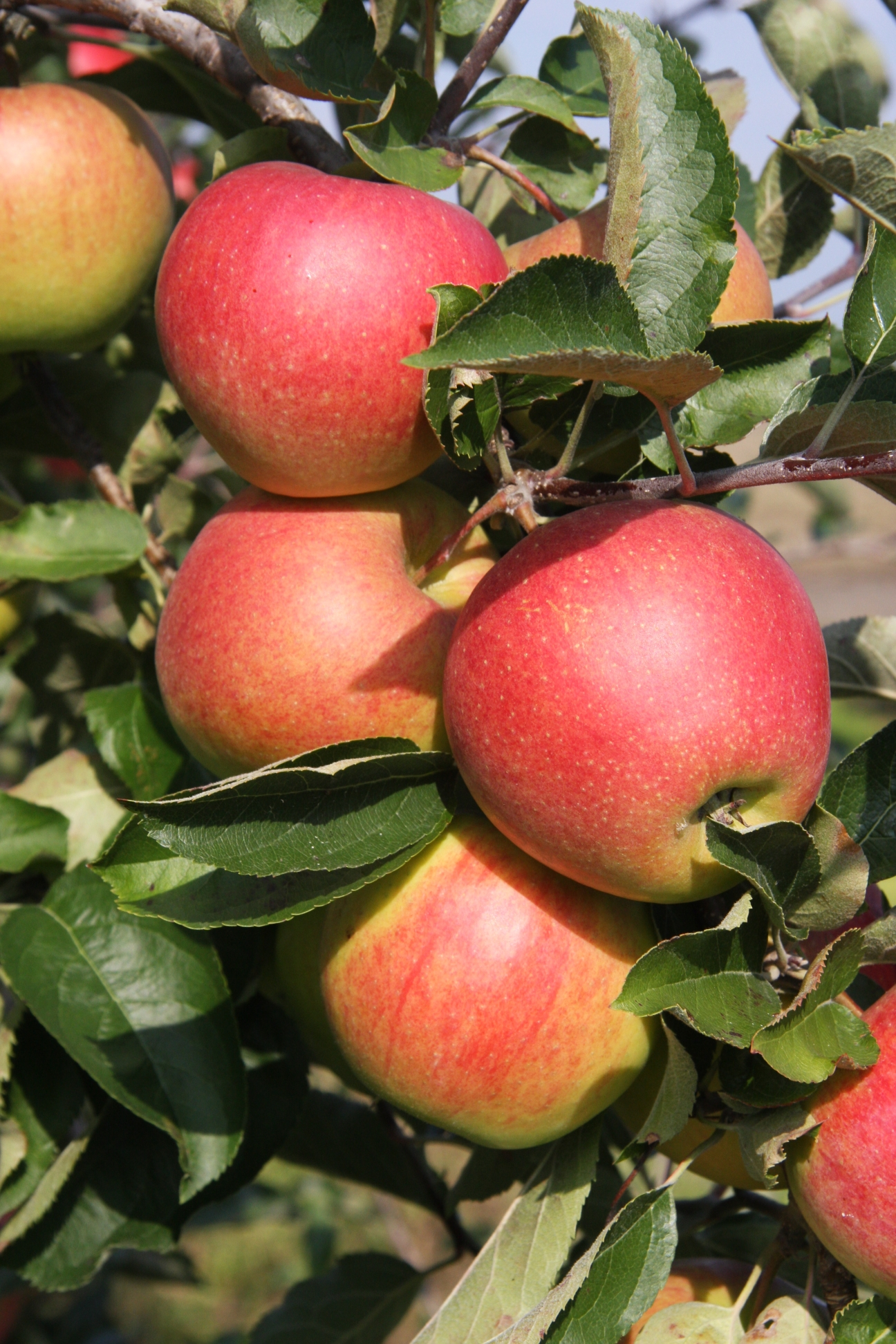

## Vlastnosti
Odrůda je zcela cizosprašná, a je špatným opylovačem. Je triploidním křížencem. Vyžaduje kvalitní opylení, kvete středně brzy.

### Růst
Růst odrůdy je zprvu bujný později slabší. Koruna má spíše rozložitý habitus. Řez je nezbytný, vhodný je zejména letní řez. Plodonosný obrost je bohatý, je třeba probírky plůdků.

## Plodnost
Plodí záhy, bohatě a pravidelně.

## Plod
Plod je kulovitý, střední až velký (130-192g). Slupka hladká, slabě mastná, žlutozelené zbarvení je překryté oranžově červenou barvou s žíháním. Dužnina je nažloutlá se sladce navinulou chutí, výborná.

## Choroby a škůdci
Odrůda je středně odolná proti strupovitosti jabloní a málo odolná k padlí. Také je poněkud náchylná k nektriové rakovině a spále. Rovněž trpí hořkou skvrnitostí z fyziologického nedostatku vápníku. Jako prevence se používají postřiky přípravky s obsahem vápníku na list.

## Použití
Je vhodná ke skladování a přímému konzumu. Odrůdu lze použít do teplých poloh na stanoviště s propustnou živnou přiměřeně vlhkou půdou. Ve vyšších polohách namrzá. Přestože je růst odrůdy bujný, je doporučováno pěstování odrůdy na slabě rostoucích podnožích ve tvarech jako zákrsky, čtvrtkmeny a vřetena. Při pěstování je třeba řezu, probírky plůdků, závlahy, a chemické ochrany.